# После конца искусства (Данто)
«После конца искусства: современное искусство и палитра истории» (англ. After the End of Art: Contemporary art and the pale of history) — книга искусствоведа и философа Артура Данто, в которой автор сформулировал свой тезис о том, что «современное искусство возникает после конца искусства»; впервые вышла в издательстве Princeton University Press в 1997 году; была переиздана тем же издательством в 2014—2015 годах.